# 隣組 (歌)
『隣組』（となりぐみ）とは昭和前期の日本の流行歌（軍国歌謡）の一つである。

## 解説
作詞は岡本一平、作曲・編曲は飯田信夫で、歌は徳山璉（とくやまたまき）。1940年（昭和15年）6月17日からNHKラジオ『國民歌謡』で放送され、同年10月には北原白秋作詞、飯田信夫作曲の『天から煙草が』とのカップリングとして、ビクターレコードから発売された。
演奏は日本ビクター管絃楽団、合唱は日本ビクター合唱団と日本ビクター児童合唱団。
戦時体制において導入された制度の一つである「隣組」を宣伝啓発する内容の歌であり、隣組の利点などが歌詞で歌われている。1・2・3番共通の冒頭部分は当時の日本家屋で一般的だった、玄関の引き違い扉をノックし引き開ける様子の擬音。
|   | 曲名         | 作詞     | 作曲     | 編曲     | 歌                                                 |
| - | ------------ | -------- | -------- | -------- | -------------------------------------------------- |
| A | 隣組         | 岡本一平 | 飯田信夫 | 飯田信夫 | 徳山璉、日本ビクター合唱団、日本ビクター児童合唱団 |
| B | 天から煙草が | 北原白秋 | 飯田信夫 | 飯田信夫 | 徳山璉                                             |

## 戦後の広まり
敗戦を機に隣組制度は廃止されたが、メロディーが陽気であるため戦後も歌われ、『お笑い三人組』（NHK総合テレビ）の主題歌にも使用された模様。1971年には武田薬品から発売されていた殺虫剤「メルトン」、1974年からはメガネドラッグのCMソングの元歌として使われ、1978年からは長年にわたって『ドリフ大爆笑』（フジテレビ）のオープニングテーマの元歌（マーチ調にアレンジ、この際の編曲をたかしまあきひこが務めたともされる）として使われた。スーパーマーケットチェーンCGCグループの店内BGM「CGCソング」にも歌詞に隣組との類似が見られる。
2010年にはサントリー「トリスウイスキー」のCMソング（吉高由里子出演）の元歌として、2017年にはドミノ・ピザ（「ド・ド・ドミノの感謝祭」篇）のCMソングの元歌として、2022年5月より東京ガス（「しゅ・しゅ・修理の東京ガス」篇）のCMソング（安田顕出演）の元歌として、さらに2024年8月よりエン・ジャパン（「エンゲージのうた」篇）のCMソング（草彅剛出演）の元歌としてそれぞれ使われたが、いずれもアレンジが『ドリフ大爆笑』とほぼ同一であることから、替え唄の替え唄ということになる。
2013年、辺見庸は当時NHKでヘビーローテションされていた『花は咲く』について、現代の隣組の歌であると批判した。
2016年、アニメ映画『この世界の片隅に』ではオリジナル版をコトリンゴがカバー、アレンジしたものが挿入歌として使われた。